# Archicanciller

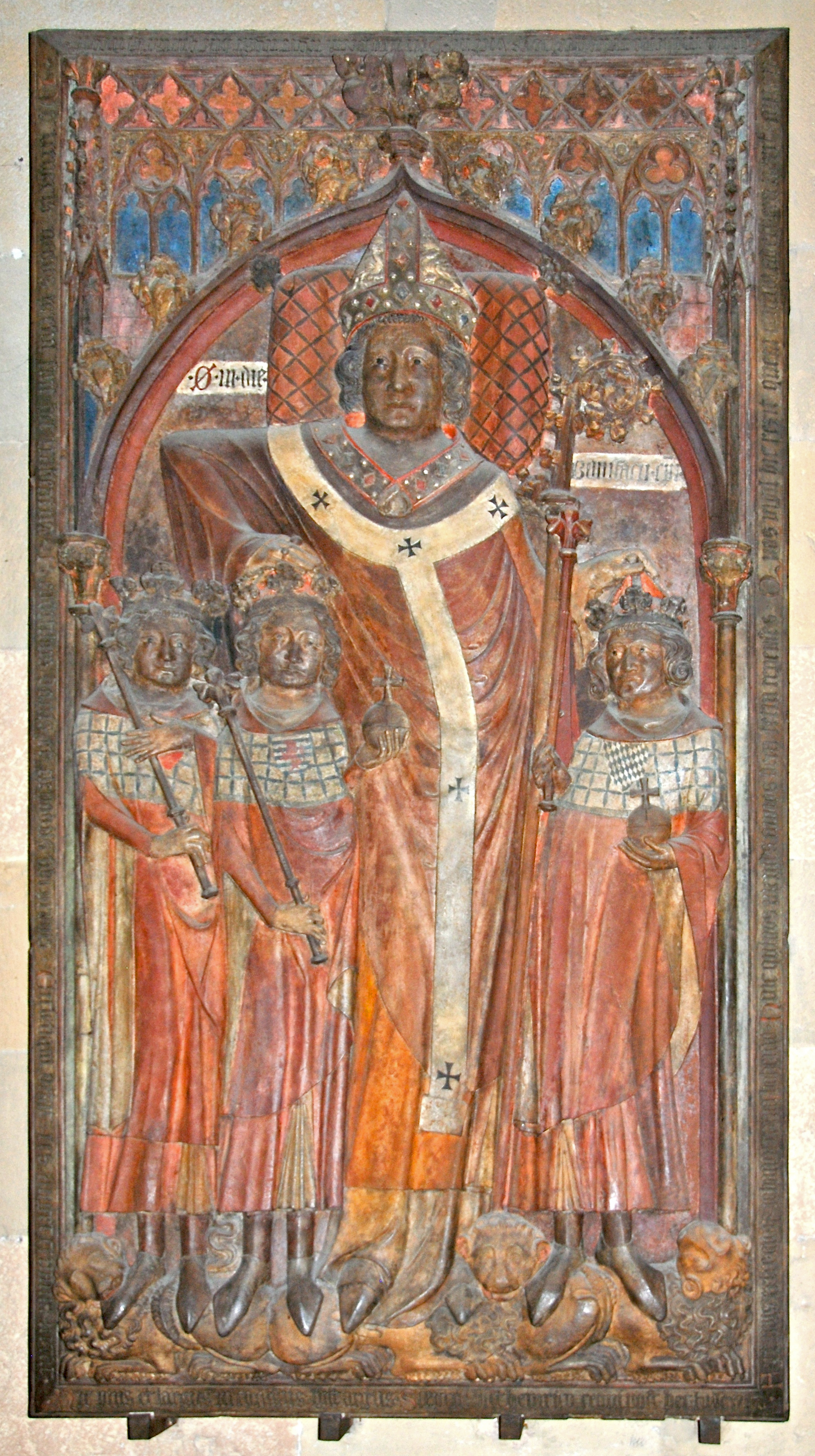
Tumba de Pedro de Aspelt, príncipe arzobispo de Maguncia y archicanciller de Alemania (1306-1320), en la Catedral de Maguncia

El archicanciller, procedente del término en latín archicancellarius y conocido en alemán como Erzkanzler, era una distinción otorgada al más alto dignatario del Sacro Imperio Romano Germánico. Este título también se utilizaba ocasionalmente durante la Edad Media para designar a un funcionario encargado de supervisar las labores de los cancilleres o notarios.

## Historia
Los sucesores carolingios de Pipino el Breve nombraron cancilleres para todo el reino franco en el siglo ix. Hincmaro de Reims se refiere a este funcionario como un summus cancellarius en De ordine palatii et regni y una carta de 864 del rey Lotario I se refiere a Agilmar, arzobispo de Vienne, como archicanciller, una palabra que también comienza a aparecer en las crónicas de esa época. El último archicanciller carolingio en Francia Occidental fue el arzobispo Adalberón de Reims (969-988); con la llegada al trono de Hugo Capeto, el cargo fue sustituido por el de Canciller de Francia.
Durante la corte de Otón I, rey de Alemania, el título en cuestión parece haber estado asociado al arzobispo de Maguncia. Tras la deposición del rey Berengario II de Italia y la consiguiente coronación de Otón como emperador del Sacro Imperio Romano Germánico en 962, se estableció un cargo similar para el Reino Imperial de Italia. A comienzos del siglo XI, esta posición fue asumida de manera continua por el arzobispo de Colonia. Teóricamente, el arzobispo de Maguncia se encargaba de los asuntos imperiales en Alemania, mientras que el arzobispo de Colonia se ocupaba de los relativos a Italia, aunque este último solía delegar responsabilidades, dado que su sede se encontraba fuera de su reino. Adicionalmente, en torno al año 1042, el emperador Enrique III creó una tercera oficina para el recientemente incorporado Reino de Borgoña, otorgándola inicialmente al arzobispo Hugo I de Besançon. En el siglo XII, esta oficina fue ejercida por el arzobispo de Tréveris, quien la administró como la cancillería de Arlés, correspondiente a lo que en ese entonces se conocía como Borgoña.
Mediante la Bula de Oro de 1356, el emperador Carlos IV confirmó la triple división de la archicancillería entre los tres príncipes electores eclesiásticos del Imperio. Sin embargo, las funciones gubernamentales propiamente dichas, como la convocatoria de las elecciones imperiales, las desempeñaban exclusivamente los arzobispos de Maguncia. El archicanciller podía nombrar al vicecanciller imperial, que servía en la corte del Emperador y tenía influencia en el Consejo Áulico. Uno de los vicecancilleres más influyentes fue Friedrich Karl von Schönborn, que sirvió al emperador Carlos VI.
La Archicancillería fue una institución fundamental en la estructura del Imperio hasta la mediatización alemana en 1803, momento en el cual Maguncia fue secularizada. El último elector, Karl Theodor Anton Maria von Dalberg, mantuvo el título de archicanciller hasta la disolución del Imperio en 1806. Existe una notable similitud entre el archicanciller medieval y los cancilleres que se sucedieron en el Imperio alemán, la República de Weimar y el Imperio austríaco. Actualmente, el título es llevado por los Cancilleres de Alemania y Austria.
En Francia, el título de "Archicanciller del Imperio" fue otorgado al principal asesor jurídico de Napoleón I, Jean-Jacques-Régis de Cambacérès.

## Archicancilleres del Sacro Imperio Romano Germánico
Los siguientes personajes ostentaron el cargo de archicanciller del Sacro Imperio Romano Germánico:
- Agilmar (860)

- Bardo (c. 1042–1051)

- Liutpold (c. 1055–)

- Bruno (c. 1114)

- Alberto (c. 1130)

- Esteban

- Pedro de Aspelt c. 1306